# Sang de bœuf
 (octobre 2011).
Si vous disposez d'ouvrages ou d'articles de référence ou si vous connaissez des sites web de qualité traitant du thème abordé ici, merci de compléter l'article en donnant les références utiles à sa vérifiabilité et en les liant à la section « Notes et références ».
Pour les articles homonymes, voir Sang de bœuf (homonymie).
Sang de bœuf (synonyme : « sang de boueilh » à ne pas confondre avec la variété « Cœur de bœuf ») est le nom de deux variétés de pommes devant leur nom à leur couleur rouge écarlate : Sang de bœuf de Thiérache et Sang de bœuf de la Loire.

## Sang de bœuf deThiérache
On en trouve aussi dans l'Aisne, la Touraine et le Sud-Ouest de la France.

### Description
Le fruit est assez gros à gros. De forme irrégulière en son pourtour, il est bosselé autour de l'œil.
L'épicarpe est presque entièrement rouge ponceau brillant, quelquefois taché de gris fauve sur fond jaune strié.
L'œil ouvert à sépales courts est inséré dans une cuvette large, évasée et peu profonde.
Le pédoncule est court et le plus souvent charnu au point d'attache, implanté dans une cavité étroite et moyennement profonde, rarement et faiblement taché de gris fauve.
La chair blanc-jaunâtre, ferme, croquante, juteuse, assez sucrée, peu acidulée est dénuée de parfum.
Les loges à pépins closes sont grosses à moyennes, un peu hautes et en biais avec la pointe vers le pédoncule.

### Culture
L'arbre à port érigé est vigoureux et doit être cultivé de préférence sur haute tige en plein vent. Il prend assez rapidement une forme en parasol du fait du poids des fruits.
Il fleurit en milieu de saison.
Les fruits sont à maturité en octobre et se conserve bien jusqu'en janvier.
De productivité moyenne, la variété est sensible à la tavelure et à l'oïdium.

## Sang de bœuf de laLoire

### Description
Proche de la première mais de couleur plus écarlate, de forme moyenne à grosse, plus large, conique, un peu asymétrique et pourtour régulier.
Le pédoncule est de grosseur moyenne, long et dépasse bien le sommet.
La chair est blanche avec des traces roses, tendre, goût sucré/acidulé équilibré, juteuse, très bonne.